# Островская, Малгожата
Малгожата Тереза Островская (пол. Małgorzata Teresa Ostrowska, урождённая Кузневская, пол. Kuźniewska; 31 июля 1958, Мальборк — 8 августа 2024, там же) — депутат Польского Сейма 2, 3, 4 и 5 созывов (с 19 сентября 1993 по 4 ноября 2007) от Союза демократических левых сил.
Окончила факультет политологии Гданьского университета (1993) и аспирантуру по европейскому праву в Европейском колледже в Натолине (Варшава).
Активистка скаутского движения с 1972 года. В 1987—1992 гг. командир Мальборкского отряда Скаутской организации Союза польской молодежи. С 1993 года работала учителем польского языка в Мальборке.
Депутат Сейма 2, 3, 4 и 5 созывов (с 19 сентября 1993 по 4 ноября 2007 года) от Союза демократических левых сил.
С 27 марта 2002 по 14 января 2003 года статс-секретарь министерства финансов. С 28 апреля по 4 ноября 2005 года — статс-секретарь министерства экономики и труда.
На парламентских выборах 2005 года баллотировалась от списка СЛД в Гданьском округе, получив 12 861 голос. Входила в комиссию по расследованию деятельности банков и банковского надзора. На досрочных выборах 2007 года не смогла набрать нужное количество голосов.
В октябре 2009 года над ней начался уголовный процесс: её обвинили в получении финансовой выгоды от так называемой топливной мафии. В декабре 2013 года оправдана судом первой инстанции, этот приговор был оставлен в силе Апелляционным судом Гданьска в марте 2015 года.
В 2010 году неудачно баллотировалась на пост мэра Мальборка, заняв 3-е место из 4 кандидатов. В 2014 году безуспешно баллотировалась в Европарламент. В 2015 году баллотировалась в Сейм от партии «Объединенные левые», которая не получила ни одного места.
Умерла 8 августа 2024 года. Похоронена в Мальборке на муниципальном кладбище.